# Klokočka (přítok Sovinky)
Klokočka je malý potok v okresech Semily a Trutnov v Libereckém a Královéhradeckém kraji. Délka jeho toku činí přibližně 3,1 km.

## Průběh toku
Pramení v Branských lesích v nadmořské výšce cca 480 m. Proudí převážně východním až severovýchodním směrem. Napájí dva rybníky, z nichž ten níže po proudu se nazývá Fejfar. Vlevá se zprava do Sovinky v Dolní Branné v nadmořské výšce cca 430 m.

### Větší přítoky
- zleva – Malá Klokočka

- zprava – Bakovák, Fejfar